# مت سرویتو
 مت سرویتو (انگلیسی: Matt Servitto؛ زادهٔ ۷ آوریل ۱۹۶۵) یک هنرپیشه، و بازیگر سینما اهل ایالات متحده آمریکا است.
از فیلم‌های معروف او می‌توان به فیلم بدون رزرو و بانشی اشاره کرد.